# Squash-Mannschaftsweltmeisterschaft 1979
Die 7. Mannschafts-Weltmeisterschaft der Herren (englisch 1979 Men's World Team Squash Championships) fand vom 17. bis 28. Oktober 1979 in Brisbane, Australien statt. Insgesamt nahmen 14 Mannschaften teil, nach 1976 ein neuer Teilnehmerrekord. Mit Irland, Hongkong, Malaysia und Nigeria gaben gleich vier Mannschaften ihr Debüt bei einer Weltmeisterschaft.
Titelverteidiger war Pakistan, das erneut das Finale erreichen konnte. In diesem unterlag es der Mannschaft des Vereinigten Königreichs mit 1:2, für die Briten war es nach 1976 der zweite Weltmeistertitel. Den dritten Platz belegte Australien vor der Föderation Arabischer Republiken. Es war die letzte Weltmeisterschaft, bei der reine Amateurmannschaften antraten. Außerdem war es die letzte Weltmeisterschaft mit einer Gesamtbritischen Mannschaft. Ab 1981 traten die Mannschaften Englands, Schottlands und von Wales eigenständig beim Wettbewerb an.

## Modus
Die teilnehmenden Mannschaften traten in zwei Gruppen an. Innerhalb der Gruppe wurde im Round Robin-Modus gespielt, die beiden bestplatzierten Mannschaften zogen ins Halbfinale ein. Dieses wurde im K.-o.-System ausgetragen. Alle Plätze wurden ausgespielt.
Alle Mannschaften bestanden aus mindestens drei und höchstens vier Spielern, die in der Reihenfolge ihrer Spielstärke gemeldet werden mussten. Pro Begegnung wurden drei Einzelpartien bestritten. Eine Mannschaft hatte gewonnen, wenn ihre Spieler zwei der Einzelpartien gewinnen konnten. Die Spielreihenfolge der einzelnen Partien war unabhängig von der Meldereihenfolge der Spieler.

## Ergebnisse

### Vorrunde

#### Gruppe A
| Rang | Land               | Sp. | S | N | Sp.-Diff. | Punkte |
| ---- | ------------------ | --- | - | - | --------- | ------ |
| 1    | Pakistan           | 6   | 6 | 0 | 17:1      | 12     |
| 2    | Australien         | 6   | 5 | 1 | 15:3      | 10     |
| 3    | Schweden           | 6   | 4 | 2 | 10:8      | 8      |
| 4    | Indien             | 6   | 3 | 3 | 11:7      | 6      |
| 5    | Vereinigte Staaten | 6   | 2 | 4 | 6:12      | 4      |
| 6    | Irland             | 6   | 1 | 5 | 4:14      | 2      |
| 7    | Hongkong           | 6   | 0 | 6 | 0:18      | 0      |

| Pakistan   | – | Australien         | 2:1 |
| Pakistan   | – | Schweden           | 3:0 |
| Pakistan   | – | Indien             | 3:0 |
| Pakistan   | – | Vereinigte Staaten | 3:0 |
| Pakistan   | – | Irland             | 3:0 |
| Pakistan   | – | Hongkong           | 3:0 |
| Australien | – | Schweden           | 3:0 |

| Australien | – | Indien             | 2:1 |
| Australien | – | Vereinigte Staaten | 3:0 |
| Australien | – | Irland             | 3:0 |
| Australien | – | Hongkong           | 3:0 |
| Schweden   | – | Indien             | 2:1 |
| Schweden   | – | Vereinigte Staaten | 2:1 |
| Schweden   | – | Irland             | 3:0 |

| Schweden           | – | Hongkong           | 3:0 |
| Indien             | – | Vereinigte Staaten | 3:0 |
| Indien             | – | Irland             | 3:0 |
| Indien             | – | Hongkong           | 3:0 |
| Vereinigte Staaten | – | Irland             | 2:1 |
| Vereinigte Staaten | – | Hongkong           | 3:0 |
| Irland             | – | Hongkong           | 3:0 |

#### Gruppe B
| Rang | Land                   | Sp. | S | N | Sp.-Diff. | Punkte |
| ---- | ---------------------- | --- | - | - | --------- | ------ |
| 1    | Vereinigtes Königreich | 6   | 6 | 0 | 16:2      | 12     |
| 2    | Ägypten                | 6   | 5 | 1 | 14:4      | 10     |
| 3    | Neuseeland             | 6   | 4 | 2 | 14:4      | 8      |
| 4    | Kanada                 | 6   | 3 | 3 | 9:9       | 6      |
| 5    | Nigeria                | 6   | 2 | 4 | 7:11      | 4      |
| 6    | Malaysia               | 6   | 1 | 5 | 3:15      | 2      |
| 7    | Kuwait                 | 6   | 0 | 6 | 0:18      | 0      |

| Vereinigtes Königreich | – | F. A. R.   | 2:1 |
| Vereinigtes Königreich | – | Neuseeland | 2:1 |
| Vereinigtes Königreich | – | Kanada     | 3:0 |
| Vereinigtes Königreich | – | Nigeria    | 3:0 |
| Vereinigtes Königreich | – | Malaysia   | 3:0 |
| Vereinigtes Königreich | – | Kuwait     | 3:0 |
| F. A. R.               | – | Neuseeland | 2:1 |

| F. A. R.   | – | Kanada   | 2:1 |
| F. A. R.   | – | Nigeria  | 3:0 |
| F. A. R.   | – | Malaysia | 3:0 |
| F. A. R.   | – | Kuwait   | 3:0 |
| Neuseeland | – | Kanada   | 3:0 |
| Neuseeland | – | Nigeria  | 3:0 |
| Neuseeland | – | Malaysia | 3:0 |

| Neuseeland | – | Kuwait   | 3:0 |
| Kanada     | – | Nigeria  | 2:1 |
| Kanada     | – | Malaysia | 3:0 |
| Kanada     | – | Kuwait   | 3:0 |
| Nigeria    | – | Malaysia | 3:0 |
| Nigeria    | – | Kuwait   | 3:0 |
| Malaysia   | – | Kuwait   | 3:0 |

### Halbfinale
| Vereinigtes Königreich | – | Australien | 2:1 |
| Pakistan               | – | F. A. R.   | 2:1 |

### Finale
| Vereinigtes Königreich                                    | Finale | Pakistan                                                 |
| --------------------------------------------------------- | --- | -------------------------------------------------------- |
| Team Phil Kenyon Jonathan Leslie Peter Verow Andrew Dwyer | Datum: 28. Oktober 1979 Ort: Auckland \| Jonathan Leslie \| 4:9, 4:9, 9:6, 9:0, 9:0 \| Atlas Khan \| \| Phil Kenyon \| 9:3, 9:5, 9:5 \| Daulat Khan \| \| Peter Verow \| 9:6, 9:6, 2:9, 4:9, 9:3 \| Fahim Gul \| Resultat: 3:0 | Team Daulat Khan Atlas Khan Fahim Gul Zahir Hussein Khan |
| Jonathan Leslie                                           | 4:9, 4:9, 9:6, 9:0, 9:0 | Atlas Khan                                               |
| Phil Kenyon                                               | 9:3, 9:5, 9:5 | Daulat Khan                                              |
| Peter Verow                                               | 9:6, 9:6, 2:9, 4:9, 9:3 | Fahim Gul                                                |

## Abschlussplatzierungen
| Rang | Mannschaft             |
| 01.  | Vereinigtes Königreich |
| 02.  | Pakistan               |
| 03.  | Australien             |
| 04.  | Ägypten                |
| 05.  | Neuseeland             |
| 06.  | Schweden               |
| 07.  | Indien                 |
| 08.  | Kanada                 |

| Rang | Mannschaft         |
| 09.  | Vereinigte Staaten |
| 10.  | Irland             |
| 11.  | Nigeria            |
| 12.  | Malaysia           |
| 13.  | Hongkong           |
| 14.  | Kuwait             |